# Petr Zeman (manažer)
Petr Zeman (* 16. srpna 1968 Praha) je český manažer a komunální politik. V letech 2018 byl zastupitelem hlavního města Prahy za sdružení Praha sobě V roce 2022 obhájil post za sdružení PRAHA 14 Sobě. V roce 2015 spolu s Radomírem Kočím spoluzaložil web Prázdné domy, který upozorňuje a mapuje prázdné, chátrající stavby v ČR. Je aktivní v občanských iniciativách jako je „Libeňský most Nebourat, Nerozšiřovat”, „Metro D jinak a lépe” a „Pražské vycházky – architektura, historie, příroda”.

## Politická angažovanost
V komunálních volbách v roce 2018 byl zvolen jako nestraník za sdružení Praha sobě zastupitelem hlavního města Prahy. Ve volebním období 2018–2022 zastával jako uvolněný zastupitel funkci předsedy Výboru pro územní rozvoj, územní plán a památkovou péči, předsedy Komise Rady hl. m. Prahy pro koordinaci neinvestičních aktivit ve veřejných prostranstvích na území Pražské památkové rezervace, dále byl předsedou dozorčí rady PCT a.s. a členem dozorčí rady Výstaviště a.s.
V komunálních volbách v roce 2022 obhájil z pozice nestraníka za Praha sobě post zastupitele hlavního města Prahy. Jako nestraník za uskupení „PRAHA 14 SOBĚ“ byl zvolen i zastupitelem městské části Praha 14, a to z pozice lídra kandidátky.
V lednu 2023 nastoupil do organizace Hřbitovy a pohřební služby hl. m. Prahy jako projektový manažer.